# Chloroscirtus forcipatus
Chloroscirtus forcipatus är en insektsart som först beskrevs av Brunner von Wattenwyl 1878.  Chloroscirtus forcipatus ingår i släktet Chloroscirtus och familjen vårtbitare. Inga underarter finns listade i Catalogue of Life.